# American Barbizon School

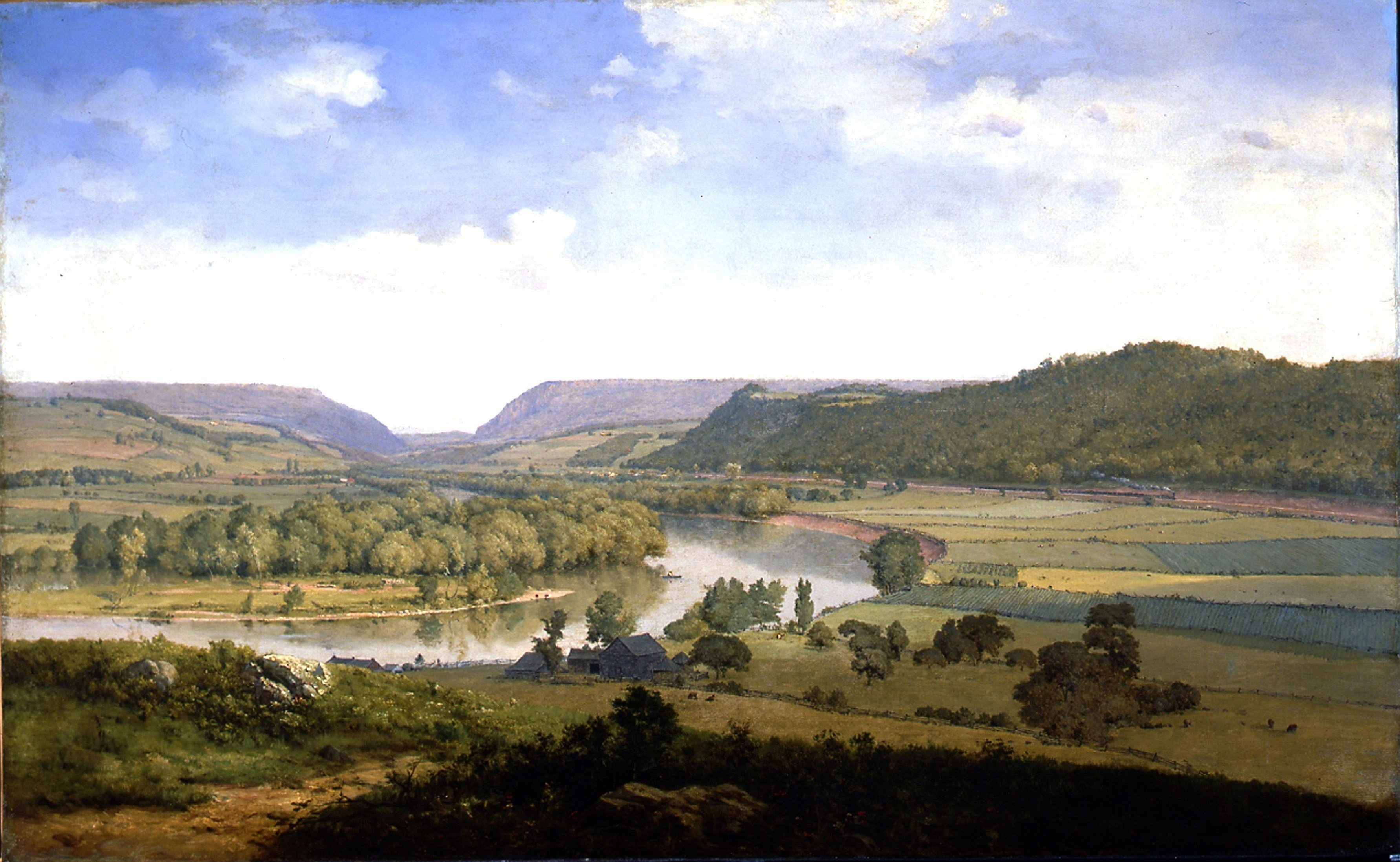
George Inness: Delaware Water Gap, 1857. Montclair Art Museum

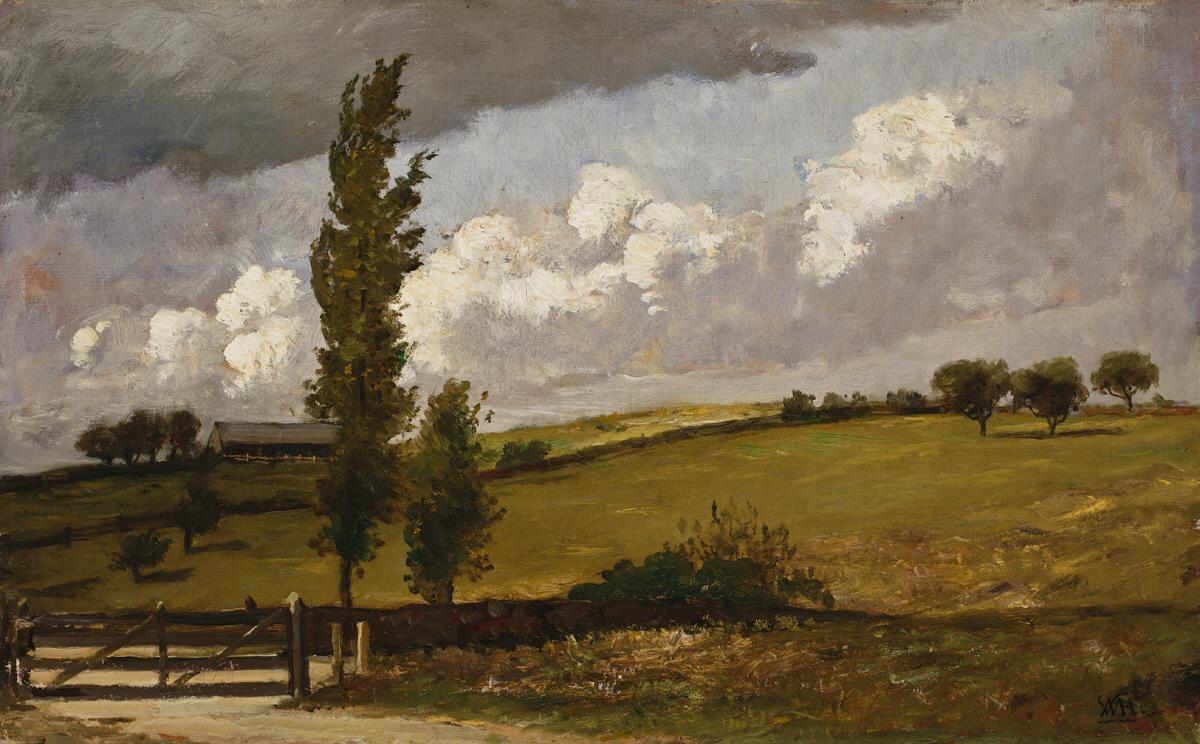
William Morris Hunt: Landscape. Worcester Art Museum

Die American Barbizon School war eine Gruppe von Landschaftsmalern in den Vereinigten Staaten, die sich um die Mitte des 19. Jahrhunderts etablierte und stark von der französischen Schule von Barbizon beeinflusst war. Die American Barbizon School entstand in den 1850er Jahren als Reaktion auf die romantische Tradition der Hudson River School. Die Künstler dieser Bewegung – darunter George Inness, William Morris Hunt und Alexander Helwig Wyant – suchten eine direktere und intimere Verbindung zur Natur und bevorzugten eine realistischere Darstellung der Landschaft. Inspiriert von der französischen Schule von Barbizon, die in den 1830er Jahren in Frankreich entstanden war, übernahmen sie Techniken wie das Malen im Freien (en plein air), um die Atmosphäre und die Lichteffekte der Natur präzise einzufangen.

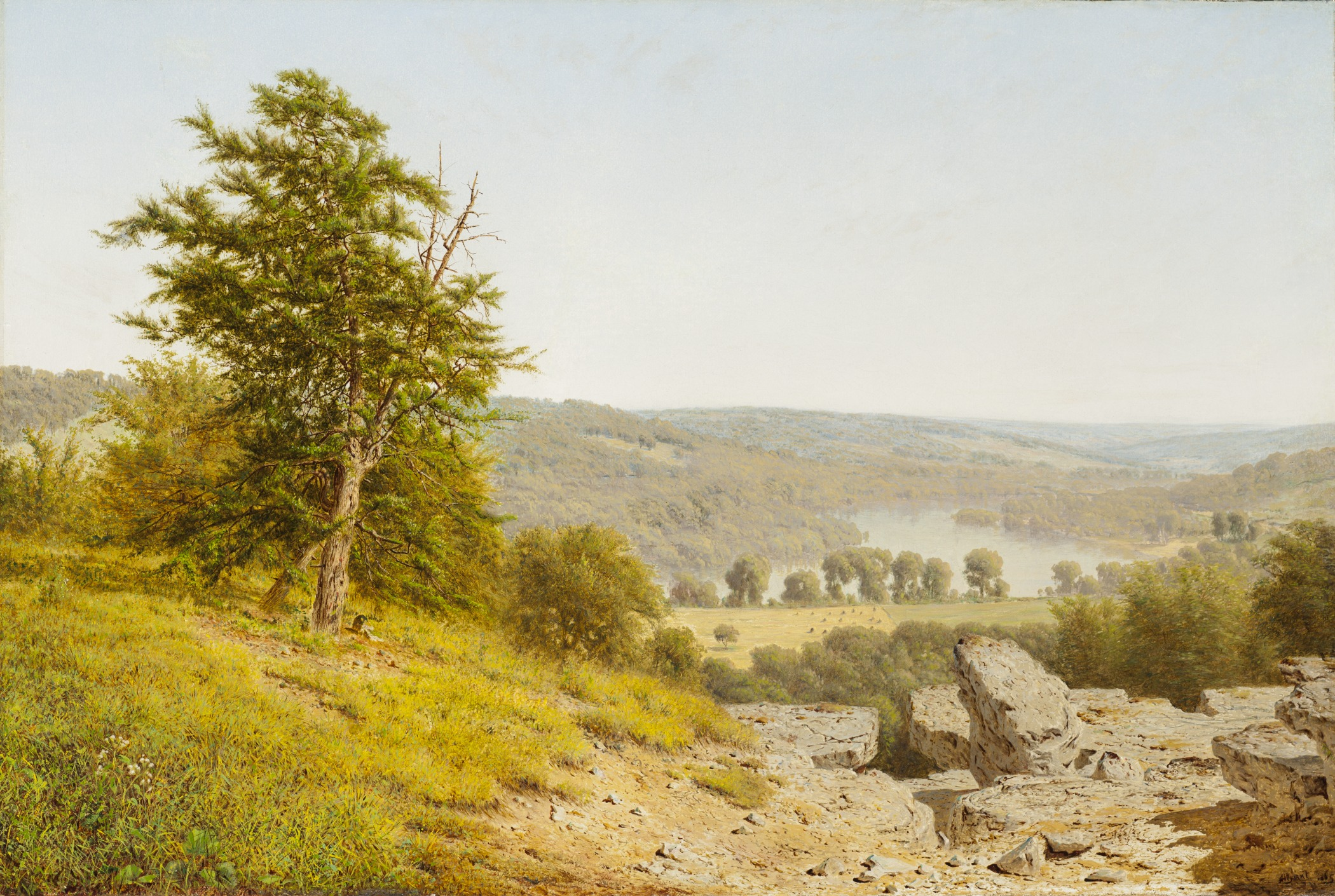
Alexander Helwig Wyant: Landscape, 1865. Los Angeles County Museum of Art

William Morris Hunt war der erste Amerikaner, der im Stil der Schule von Barbizon arbeitete, da er von 1851 bis 1853 direkt bei Jean-François Millet in die Lehre ging. Nachdem er Frankreich verlassen hatte, richtete sich Hunt ein Atelier in Boston ein, arbeitete im Stil der Barbizon-Maler und brachte diesen Stil in die Vereinigten Staaten von Amerika. Die American Barbizon School war weniger formal organisiert als ihre europäischen Vorbilder. Die Künstler experimentierten mit verschiedenen Techniken und Stilen, wobei sie sich stark auf die Beziehung zwischen Licht und Schatten konzentrierten, um die Atmosphäre der Landschaft einzufangen. Ihre Werke zeigten oft sanfte, stimmungsvolle Szenen mit einer subtilen Behandlung des Lichts.

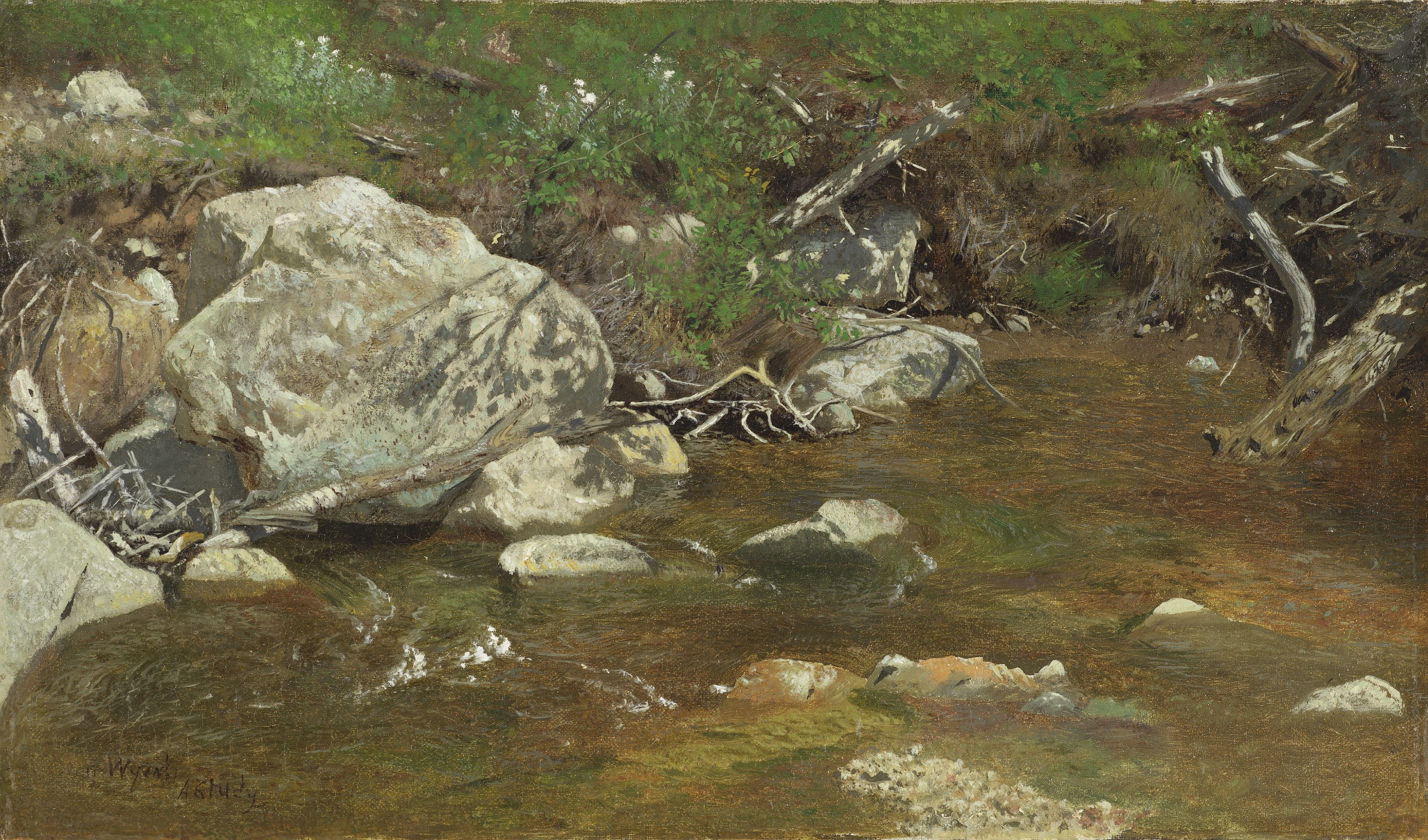
Alexander Helwig Wyant: Mountain Brook, A Study, 1863. Detroit Institute of Arts

Die literarische Rezeption der American Barbizon School ist vor allem durch zeitgenössische Kunstkritik und historische Abhandlungen dokumentiert. Einflussreiche Kunstkritiker wie John F. Weir und Charles Caffin haben die Bewegung analysiert und interpretiert, wobei sie ihre Bedeutung für die amerikanische Kunstlandschaft des 19. Jahrhunderts hervorhoben.

## Künstler
- Maria a’Becket (1839–1904), Malerin
- Henry Golden Dearth (1864–1918), Maler
- Thomas Eakins (1844–1916), realistischer Maler
- Winckworth Allan Gay (1821–1910), Landschaftsmaler
- Childe Hassam (1859–1935), Maler des Impressionismus
- Winslow Homer (1836–1910), Zeichner und Maler
- William Morris Hunt (1824–1879), Landschafts- und Porträtmaler
- Wilson Irvine (1869–1936), Maler
- George Inness (1825–1894), tonalistischer Maler
- William Keith (1838–1911), schottisch-US-amerikanischer Maler
- Edward Mitchell Bannister (1828–1901), afroamerikanischer Maler
- Homer Dodge Martin (1836–1897), Landschaftsmaler
- Robert Crannell Minor (1839–1904), Maler
- John Francis Murphy
- Henry Ward Ranger (1858–1916), Maler
- Henry Ossawa Tanner (1859–1937), afroamerikanischer Künstler
- Horatio Walker (1858–1938), kanadischer Fotograf und Maler
- Alexis Jean Fournier (1865–1948), Maler
- Joseph Foxcroft Cole (1837–1892), Landschaftsmaler
- Homer Watson (1855–1936), kanadischer Landschaftsmaler
- Alexander Helwig Wyant (1836–1892), Landschaftsmaler